# Scuticaria irwiniana
Scuticaria irwiniana là một loài lan đặc hữu của Brasil (Minas Gerais).